# Paranoid Android (phần mềm)
Paranoid Android là một hệ điều hành mã nguồn mở cho điện thoại thông minh và máy tính bảng, dựa trên nền tảng di động Android.

## Lịch sử
Paranoid Android được thành lập bởi Paul Henschel.
Vào tháng 2 năm 2015, OnePlus đã thuê nhiều thành viên chính của nhóm Paranoid Android để làm việc trên hệ điều hành OxygenOS mới của họ. Việc này đã gây trì hoãn cho việc phát hành các bản dựng Paranoid Android 5.1.
Vào tháng 10 năm 2015, thành viên của nhóm Matt Flaming nói với Android Authority rằng dự án sẽ được tiếp tục. Vào tháng 6 năm 2016, nhóm Paranoid Android thông báo rằng họ đã trở lại với các thành viên mới. Cùng lúc đó họ cho phát hành một phiên bản mới của Paranoid Android được dựa trên Android 6.0.1 Marshmallow, với bản vá lỗi bảo mật tháng 5, và đi kèm nhiều tính năng tùy biến. Vào ngày 8 tháng 6 năm 2016, Paranoid Android đã hỗ trợ các thiết bị Nexus 6P, Nexus 5X, Nexus 6, Nexus 5, Nexus 4, Nexus 7 2013, Nexus 9, OnePlus One, OnePlus 2, và OnePlus X.

## Tính năng
Theo The Economic Times, hai tính năng đáng chú ý nhất của Paranoid Android là Halo và Pie.

## Danh sách các thiết bị được hỗ trợ
Sau đây là danh sách các thiết bị được hỗ trợ bởi Paranoid Android:
| Nhà sản xuất | Mẫu                        | Tên mã         | Phiên bản PA |
| ------------ | -------------------------- | -------------- | ------------ |
| Huawei       | Nexus 6P                   | Angler         | 6.0.3        |
| Sony         | Xperia Z3 Compact          | Aries          | 6.0.3        |
| Oneplus      | One                        | Bacon          | 6.0.2        |
| LG           | Nexus 5X                   | Bullhead       | 6.0.3        |
| Sony         | Xperia Z2 Tab LTE          | Castor         | 6.0.3        |
| Sony         | Xperia Z2 Tab WiFi         | Castor_windy   | 6.0.3        |
| Asus         | Nexus 7 2013 (4G)          | Deb            | 5.0          |
| Google       | Pixel C                    | Dragon         | 6.0.3        |
| Oppo         | Find5                      | Find5          | 4.6          |
| Oppo         | Find7a                     | Find7          | 5.0          |
| Oppo         | Find7s                     | Find7          | 5.0          |
| Asus         | Nexus 7 2013 WiFi          | Flo            | 6.0.3        |
| HTC          | Nexus 9                    | Flounder       | 6.0.3        |
| Asus         | Nexus 7 2012 Wifi          | Grouper        | 5.1          |
| LG           | Nexus 5                    | Hammerhead     | 6.0.3        |
| Sony         | Xperia Z3                  | Leo            | 6.0.3        |
| Samsung      | Galaxy Nexus               | Maguro         | 4.6          |
| LG           | Nexus 4                    | Mako           | 6.0.3        |
| Samsung      | Nexus 10                   | Manta          | 5.0          |
| Oppo         | N1                         | N1             |              |
| OnePlus      | 2                          | Oneplus2       | 6.0.2        |
| OnePlus      | 3                          | Oneplus3       | 6.0.2        |
| Oneplus      | X                          | Onyx           | 6.0.2        |
| Sony         | Xperia Z3 Tab Compact      | Scorpion       | 6.0.3        |
| Sony         | Xperia Z3 Tab Compact Wifi | Scorpion_windy | 6.0.3        |
| Motorola     | Nexus 6                    | Shamu          | 6.0.3        |
| Sony         | Xperia Z2                  | Sirius         | 6.0.3        |
| Asus         | Nexus 7 2012 3G            | Tilapia        | 4.6          |
| Samsung      | Galaxy Nexus (Verizon)     | Toro           | 4.6          |
| Samsung      | Galaxy Nexus (Sprint)      | ToroPlus       | 4.6          |

## Liên kết ngoải
Website chính thức